# بوریس چیچیبابین
بوریس چیچیبابین (روسی: Бори́с Алексе́евич Чичиба́бин; ۹ ژانویهٔ ۱۹۲۳ – ۱۵ دسامبر ۱۹۹۴) شاعر اهل اتحاد جماهیر شوروی سوسیالیستی بود.
وی همچنین برندهٔ جوایزی همچون جایزه دولتی اتحاد شوروی شده‌است.